# Cousine

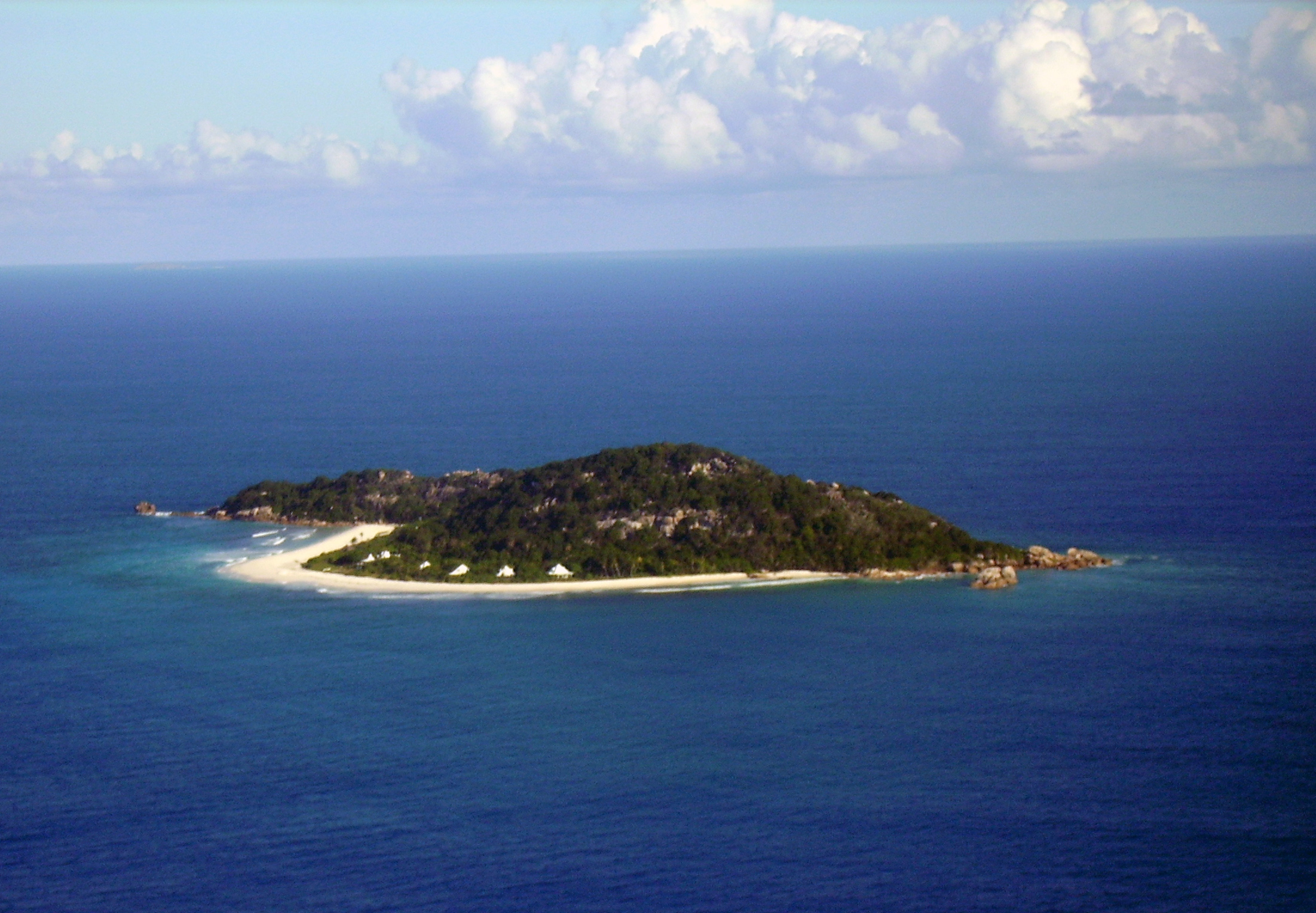
Cousine.

A ilha Cousine é uma pequena ilha das Seicheles e se localiza a seis quilômetros ao oeste da ilha de Praslin.